# Ximeng

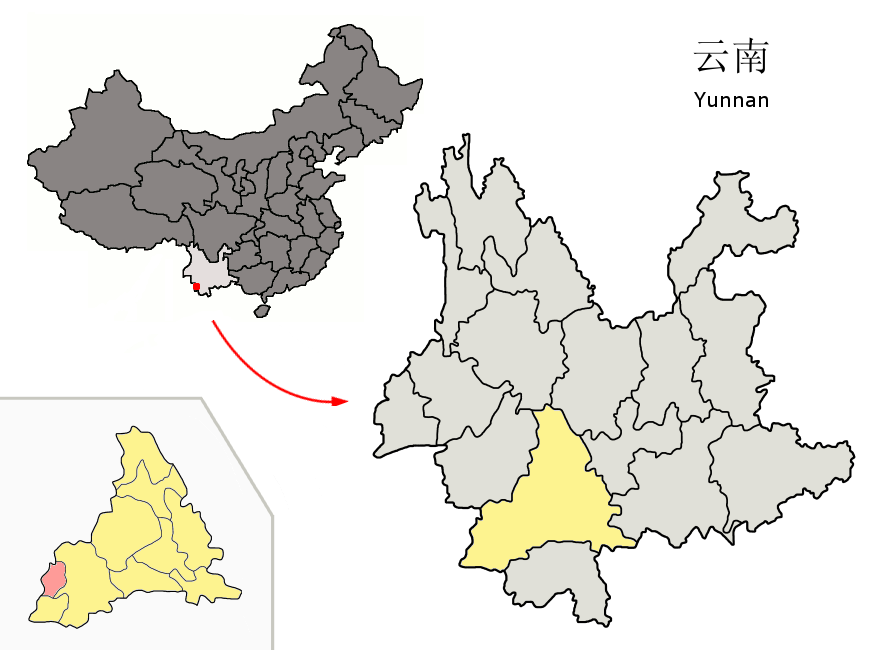
Lage von Ximeng (rosa) in Pu'er (gelb)

Der Autonome Kreis Ximeng der Va (西盟佤族自治县,  Xīméng Wǎzú zìzhìxiàn) ist ein autonomer Kreis der Va in der chinesischen Provinz Yunnan. Er gehört zum Verwaltungsgebiet der bezirksfreien Stadt Pu’er. Die Fläche beträgt 1.262 Quadratkilometer und die Einwohnerzahl 87.291 (Stand: Zensus 2020). Sein Hauptort ist die Großgemeinde Mengsuo (孟梭镇). 

## Administrative Gliederung
Der autonome Kreis setzt sich auf Gemeindeebene aus zwei Großgemeinden und fünf Gemeinden (davon eine Nationalitätengemeinde) zusammen. Diese sind:
- Großgemeinde Mengsuo (勐梭镇)
- Großgemeinde Mengka (勐卡镇)

- Gemeinde Wenggake (翁嘎科乡)
- Gemeinde Lisuo der Lahu (力所拉祜族乡)
- Gemeinde Yuesong (岳宋乡)
- Gemeinde Xinchang (新厂乡)
- Gemeinde Zhongke (中课乡)